# Пьяццаторре
Пьяццаторре (итал. Piazzatorre) — коммуна в Италии, находится в регионе Ломбардия, в провинции Бергамо.
Население составляет 449 человек (2008), плотность населения составляет 20 чел./км². Занимает площадь 23 км². Почтовый индекс — 24010. Телефонный код — 0345.
Покровителем коммуны почитается святой апостол Иаков Зеведеев, празднование 25 июля.

## Демография
Динамика населения:

## Администрация коммуны
- Официальный сайт: http://www.comune.piazzatorre.bg.it/